# Узунгерен
Езерото Узунгерен, наричано също Мандренско блато, е защитена местност, намираща се между бургаския квартал Крайморие и село Твърдица.
Местността е включена в списъка със защитените местности през 2005 година. Простира се на площ от 211,1 хектара. Представлява солено езеро, отделено от язовир Мандра (бивше езеро).
Обявено е за защитена местност с цел да бъде запазена естествената влажна зона, остатък от езерото Мандра, която се обитава от 200 вида водолюбиви птици, от които 5 вида световно застрашени - малък корморан, къдроглав пеликан, червеногуша гъска, малка белочела гъска и ливаден дърдавец.